# Tiger Woods
Eldrick Tont «Tiger» Woods (Cypress, California; 30 de diciembre de 1975) es un golfista estadounidense. Es considerado uno de los golfistas más importantes de todos los tiempos, junto a Jack Nicklaus y Arnold Palmer.
Actualmente cuenta con 15 majors, convirtiéndose así en el segundo jugador con más majors ganados en la historia del golf, a tres de Nicklaus. Ha ganado cinco títulos en el Masters de Augusta, en 1997, 2001, 2002, 2005 y 2019, tres en el Abierto de los Estados Unidos, en 2000, 2002 y 2008, tres en el Abierto Británico, en 2000, 2005 y 2006, y cuatro en el Campeonato de la PGA, en 1999, 2000, 2006, 2007 y 2008.
Además, el californiano logró ocho victorias en el WGC-Bridgestone Invitational, siete en el WGC-Campeonato Cadillac, tres en el WGC Match Play, y tres en el Tour Championship. También es el único jugador, junto a Rory Mcllroy, que ha conseguido ganar en dos ocasiones la FedEx Cup, en 2007 y 2009.
Woods ha ganado 82 torneos del PGA Tour, igualando la marca de todos los tiempos de Sam Snead, y cosechado 184 top 10. Lideró la lista de ganancias en el circuito estadounidense en diez ocasiones en 1997, 1999, 2000, 2001, 2002, 2005, 2006, 2007, 2009 y 2013, y se ubicó segundo en 2003, 2008 y 2012. También se destacó dentro del PGA European Tour, donde ha obtenido 41 victorias y 90 top 10.

## Biografía
Sus padres son Earl Woods, de origen afrodescendiente (pero con ascendencia china y amerindia) y veterano de la guerra de Vietnam (su padre lo apodó “Tiger” en honor a su compañero de combate Nguyen Phong, quien salvó su vida en la Guerra de Vietnam), y Kultida Woods, de origen tailandés (aunque con ascendencia china y neerlandesa).
Woods comenzó a jugar al golf a la edad de 3 años. Saltó a la fama tras ganar tres Abiertos de los Estados Unidos Amateurs consecutivos antes de cumplir 20 años de edad. Decidió hacerse profesional en 1996 y en tres meses ganó dos torneos profesionales. En 1997, sorprendió al mundo tras ganar el prestigioso The Masters en el Augusta National Golf Club de manera incontestable: con solo 21 años de edad, se convirtió en la persona más joven en ganar un major, con la mayor diferencia de golpes y el marcador más bajo.
Su presencia en el mundo del golf revolucionó el juego y produjo más interés hacia este deporte. No volvió a ganar un torneo del grand slam hasta el Campeonato de la PGA de 1999, cuando derrotó al español Sergio García. En 2000, Tiger ganó tres de los cuatro majors del año, algo que nadie había hecho desde que Ben Hogan lo lograra en 1953. En Pebble Beach, California, ganó el Abierto de los Estados Unidos por un margen récord de quince golpes y empató el marcador más bajo de la historia del torneo. Un mes más tarde, en St. Andrews, la cuna del golf, ganó el Abierto Británico. Para finalizar un verano formidable, ganó otra vez el Campeonato de la PGA en un inolvidable duelo contra el desconocido Bob May. Con su victoria en el Masters de 2001, Woods se convirtió en el único jugador en poseer los cuatro trofeos del grand slam al mismo tiempo, pero los consiguió en años distintos, por lo que muchos no lo consideran un Grand Slam. Tiger Woods lleva ganados 15 majors en su carrera, solo por debajo de los 18 de Jack Nicklaus.
En 2001 Tiger Woods escribió el libro más vendido sobre cómo jugar golf, How I Play Golf, contando con el tiraje más amplio que cualquier otro libro de golf en su primera edición, 1.5 millones de copias.
En 2004 contrajo matrimonio con la modelo sueca Elin Nordegren, quien era la niñera de Jesper Parnevik, golfista sueco que los presentó. Se casaron en una ceremonia secreta en Barbados ante aproximadamente 200 invitados.
La influencia de Tiger Woods causó que los premios de los torneos crecieran. Por ejemplo, cuando ganó su primer major en abril de 1997 ganó aproximadamente $486 000, y cuando ganó el mismo torneo en 2005, obtuvo $10 260 000. Gracias a sus elevados contratos, Woods terminó el año 2005 como el deportista mejor pagado del mundo según la revista Forbes, con $87 millones.
En 2006, Tiger no pasó el corte en un major por primera vez en su carrera profesional. Ocurrió en el US Open y fue apenas un mes después de la muerte de su padre.
En octubre de 2009, por primera vez Tiger Woods demostró su liderazgo en un torneo por equipos, en la Copa de Presidentes, un torneo similar a la Ryder Cup, pero que enfrenta a Estados Unidos con un equipo del resto del mundo a excepción de Europa. Hasta el capitán estadounidense Fred Couples reconoció la importancia del número uno del mundo para hacerse con el triunfo. Tiger sumó el punto definitivo para derrotar al equipo internacional por 19.5 a 14.5. Además, tuvo cierta connotación revanchista, ya que se vio las caras con Y. E. Yang, su verdugo en el último PGA Championship.
El 27 de noviembre de 2009 a las 02:25 UTC, sufrió un accidente automovilístico a bordo de su vehículo Cadillac Escalade, cuando salía de su casa en una prestigiosa zona en Florida. Aunque en un inicio la Patrulla de Carreteras comunicó que se trataba de un accidente grave, su representante y el hospital donde fue atendido, declararon que solo sufrió de algunos cortes en la cara. Woods fue dado de alta ese mismo día. Posteriormente se supo que dicho accidente fue motivado por una disputa sentimental con su esposa tras descubrirse que el golfista mantenía varias relaciones extramatrimoniales.
Tras las lesiones constantes de Tiger después de su regreso a la máxima categoría a nivel internacional en el golf, Tiger se había perdido un masters en toda su carrera. El pasado 1.º de abril comentó ante la prensa que se sometería a una microdisectomía en la espalda para aliviar un nervio que le provocaba constante dolor y así poder rendir al máximo. Por esta razón no pudo participar por segunda vez en el Masters de Augusta que dio como fecha del 7 de abril al 13 de abril de 2014.
El 11 de diciembre de 2009, Woods anunció en su página web una retirada indefinida de los campos de golf para centrarse plenamente en su familia, debido a que tuvo problemas de infidelidad, agradeciendo todo el apoyo a sus fanes, socios empresariales y rivales deportivos.
Finalmente, el considerado por muchos como el mejor jugador del golf de la historia, retomó su actividad profesional el 5 de abril de 2010 en el Masters de Augusta.
Actualmente, ha ganado tres torneos en 2012, el Arnold Palmer Invitational, Memorial Tournament y el AT&T National torneo del cual él es el anfitrión. Con sus tres victorias es el jugador con más victorias este año. Este 2012 tuvo una regular actuación en los Majors el cual tuvo el liderato en dos de ellos pero no pudo cerrarlos el fin de semana (U.S. Open, PGA Championship). Se clasificó en los playoffs de la Fedex Cup este 2012 como el número 1 en el listado de la Copa FedEx.
En 2013 jugó cinco torneos, logrando la victoria en San Diego, el Memorial y el Arnold Palmer Invitational. De este modo, obtuvo la primera posición de la clasificación de la FedEx Cup y al primer lugar en la clasificación mundial del golf, desbancando al norirlandés Rory McIlroy.
Después de llevar más de un año retirado del golf por una operación de espalda, Tiger Woods volvió a jugar el 1 de diciembre de 2016, en el torneo Hero World Challenge. Luego participar el Abierto de San Diego y el Dubai Desert Classic, pero dejó de jugar y volvió a operarse de la espalda.
El golfista retornó definitivamente para la temporada 2018 del PGA Tour. Luego de superar varios cortes, resultó segundo en Palm Harbor, quinto en el Arnold Palmer Invitational, undécimo en el Players Championship y cuarto en el AT&T National. Ya consolidado en su juego, él finalizó sexto en el Abierto Británico y segundo en el Campeonato de la PGA. En los playoffs, obtuvo el sexto puesto en el Campeonato BMW, para finalmente triunfar en el Tour Championship tras cinco años de sequía. De este modo, Woods finalizó segundo en la Copa FedEx y octavo en la lista de ganancias del PGA Tour, mientras que escaló hasta la 13.ª posición en la clasificación mundial.
Al inicio de la temporada 2019 del PGA TOur, Woods obtuvo un décimo puesto en el WGC-Campeonato de México y alcanzó cuartos de final del WGC Match Play. Luego triunfó en el Masters de Augusta, logrando su 15.º torneo mayor y el primero desde 2008.
El 23 de febrero de 2021, Woods sufrió un accidente de tráfico en Los Ángeles, California, con múltiples fracturas abiertas en su pierna derecha.
El 7 de abril de 2022, Tiger Woods regresó tras su accidente de tráfico, lo hizo en el Masters de Augusta, torneo que ganó 5 veces.
En mayo de 2023, Erica Herman, expareja de Wood, demandó al golfista por 30 millones de dólares, esto por acoso sexual.
El 23 de marzo de 2025, confirmó su relación con Vanessa Trump.

## Principales triunfos

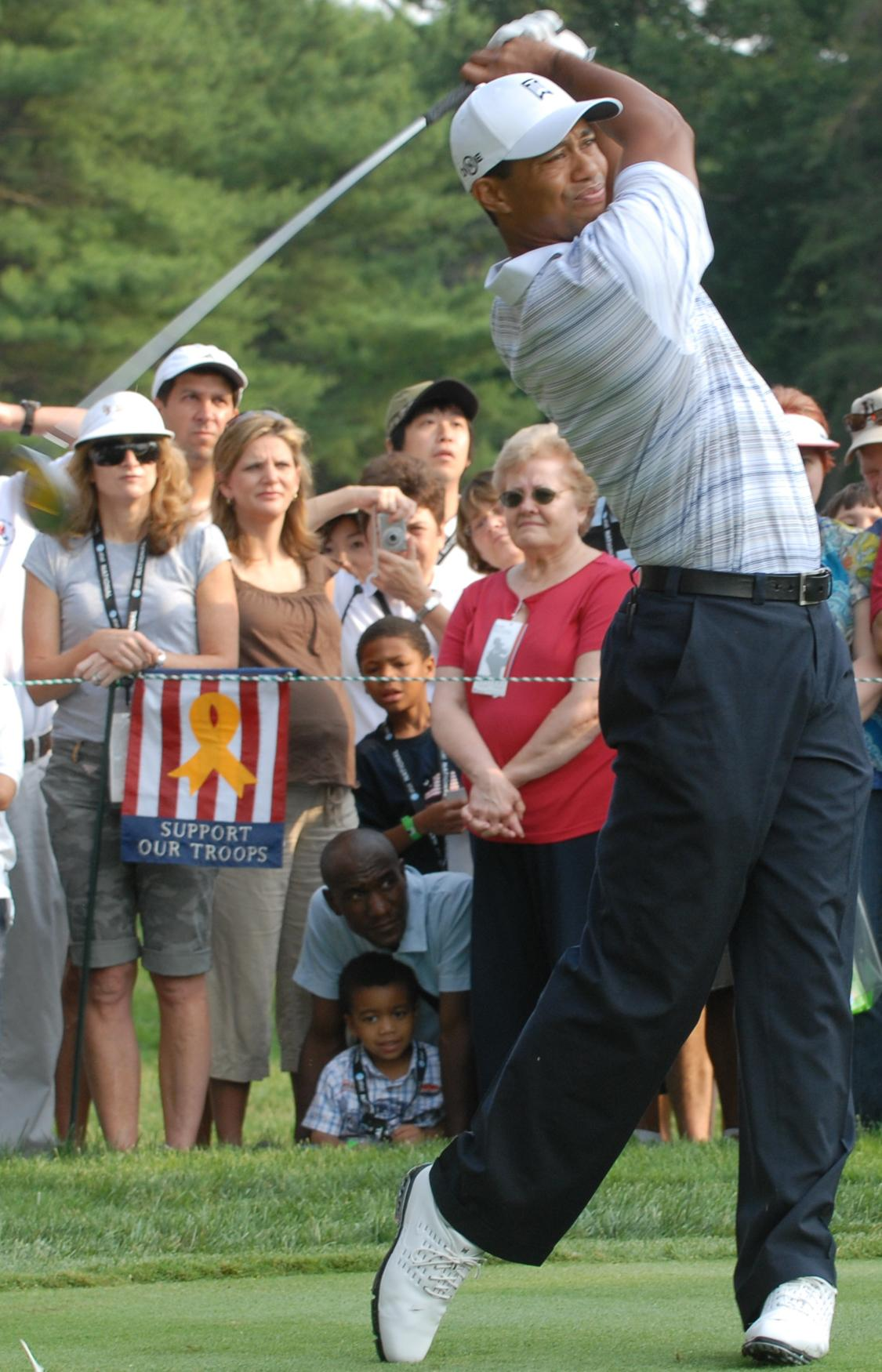
Tiger Woods.

- Masters de Augusta: 5 (1997, 2001, 2002, 2005, 2019)
- Abierto de los Estados Unidos: 3 (2000, 2002, 2008)
- Abierto Británico: 3 (2000, 2005, 2006)
- Campeonato de la PGA: 4 (1999, 2000, 2006, 2007)

## Resultados en los grandes

### Victorias (15)
| Año  | Torn                     | Dif. tras 54 hoyos | Resultado final       | Golpes de ventaja | Segundo(s)                                       |
| 1997 | Masters de Augusta       | 9 golpes           | -18 (70-66-65-69=270) | 12                | Tom Kite                                         |
| 1999 | Campeonato de la PGA     | Empatado           | -11 (70-67-68-72=277) | 1                 | Sergio García                                    |
| 2000 | U.S. Open                | 10 golpes          | -12 (65-69-71-67=272) | 15                | Ernie Els, Miguel Ángel Jiménez                  |
| 2000 | Abierto Británico        | 6 golpes           | -19 (67-66-67-69=269) | 8                 | Thomas Bjørn, Ernie Els                          |
| 2000 | Campeonato de la PGA (2) | 1 golpe            | -18 (66-67-70-67=270) | Playoff 1         | Bob May                                          |
| 2001 | Masters de Augusta (2)   | 1 golpe            | -16 (70-66-68-68=272) | 2                 | David Duval                                      |
| 2002 | Masters de Augusta (3)   | Empatado           | -12 (70-69-66-71=276) | 3                 | Retief Goosen                                    |
| 2002 | U.S. Open (2)            | 4 golpes           | -3 (67-68-70-72=277)  | 3                 | Phil Mickelson                                   |
| 2005 | Masters de Augusta (4)   | 3 golpes           | -12 (74-66-65-71=276) | Playoff 2         | Chris DiMarco                                    |
| 2005 | Abierto Británico (2)    | 2 golpes           | -14 (66-67-71-70=274) | 5                 | Colin Montgomerie                                |
| 2006 | Abierto Británico (3)    | 1 golpe            | -18 (67-65-71-67=270) | 2                 | Chris DiMarco                                    |
| 2006 | Campeonato de la PGA (3) | Empatado           | -18 (69-68-65-68=270) | 5                 | Shaun Micheel                                    |
| 2007 | Campeonato de la PGA (4) | 3 golpes           | -8 (71-63-69-69=272)  | 2                 | Woody Austin                                     |
| 2008 | U.S. Open (3)            | 1 golpe            | -1 (72-68-70-73=283)  | Playoff 3         | Rocco Mediate                                    |
| 2019 | Masters de Augusta (5)   | 1 golpe            | -13 (70-68-67-70=270) | 1                 | Dustin Johnson, Brooks Koepka, Xander Schauffele |

1 Derrotó a Bob Mai en un desempate de tres hoyos por un golpe: Woods (3-4-5=12), May (4-4-5=13).

2 Derrotó a Chris DiMarco con un birdie en el primer hoyo de desempate.

3 Derrotó a Rocco Mediate con un par en el primer hoyo de la muerte súbita después de un playoff de 18 hoyos en el que ambos jugadores hicieron el par del campo.

### Trayectoria en los grandes
| Torneo               | 1995   | 1996   | 1997 | 1998 | 1999 | 2000 | 2001 | 2002 | 2003 | 2004 | 2005 | 2006 | 2007 | 2008 | 2009 | 2010 | 2011 | 2012 | 2013 | 2019 | 2020 | 2021 | 2022 | 2023 |
| -------------------- | ------ | ------ | ---- | ---- | ---- | ---- | ---- | ---- | ---- | ---- | ---- | ---- | ---- | ---- | ---- | ---- | ---- | ---- | ---- | ---- | ---- | ---- | ---- | ---- |
| Masters de Augusta   | T41 LA | CUT    | 1    | T8   | T18  | 5    | 1    | 1    | T15  | T22  | 1    | T3   | T2   | 2    | T6   | T4   | T4   | T40  | T4   | 1    | T38  |      | 47   | Ret. |
| U.S. Open            | Ret.   | T82    | T19  | T18  | T3   | 1    | T12  | 1    | T20  | T17  | 2    | CUT  | T2   | 1    | T6   | T4   | DNP  | T21  | T32  |      | CUT  |      |      |      |
| Abierto Británico    | T68    | T22 LA | T24  | 3    | T7   | 1    | T25  | T28  | T4   | T9   | 1    | 1    | T12  | DNP  | CUT  | T23  | DNP  | T3   | T6   |      |      |      | CUT  |      |
| Campeonato de la PGA | -      | -      | T29  | T10  | 1    | 1    | T29  | 2    | T39  | T24  | T4   | 1    | 1    | DNP  | 2    | T28  | CUT  | T11  |      | CUT  | T37  |      | Ret. |      |

LA = Mejor Amateur

Ret. = Retirado

CUT = No pasó el corte

"T" = Empatado

Fondo verde indica victoria. Fondo amarillo, puesto entre los diez primeros (top ten).

### Orden de Mérito PGA Tour
| Año     | Victorias (Majors) | Ganancias ($) | Puesto en la Orden de Mérito                             |
| ------- | ------------------ | ------------- | -------------------------------------------------------- |
| 1996    | 2                  | 790,594       | 24 Archivado el 3 de febrero de 2009 en Wayback Machine. |
| 1997    | 4 (1)              | 2,066,833     | 1 Archivado el 3 de febrero de 2009 en Wayback Machine.  |
| 1998    | 1                  | 1,841,117     | 4 Archivado el 3 de febrero de 2009 en Wayback Machine.  |
| 1999    | 8 (1)              | 6,616,585     | 1 Archivado el 3 de febrero de 2009 en Wayback Machine.  |
| 2000    | 9 (3)              | 9,188,321     | 1 Archivado el 3 de febrero de 2009 en Wayback Machine.  |
| 2001    | 5 (1)              | 5,687,777     | 1 Archivado el 3 de febrero de 2009 en Wayback Machine.  |
| 2002    | 5 (2)              | 6,912,625     | 1 Archivado el 3 de febrero de 2009 en Wayback Machine.  |
| 2003    | 5                  | 6,673,413     | 2 Archivado el 3 de febrero de 2009 en Wayback Machine.  |
| 2004    | 1                  | 5,365,472     | 4 Archivado el 3 de febrero de 2009 en Wayback Machine.  |
| 2005    | 6 (2)              | 10,628,024    | 1 Archivado el 2 de febrero de 2009 en Wayback Machine.  |
| 2006    | 8 (2)              | 9,941,563     | 1 Archivado el 2 de febrero de 2009 en Wayback Machine.  |
| 2007    | 7 (1)              | 10,867,052    | 1 Archivado el 2 de febrero de 2009 en Wayback Machine.  |
| 2008    | 4 (1)              | 5,775,000     | 2                                                        |
| 2009    | 6                  | 10,508,163    | 1                                                        |
| 2010    | 0                  | 1,294,765     | 68                                                       |
| 2011    | 0                  | 660,238       | 128                                                      |
| 2012    | 3                  | 6,133,158     | 2                                                        |
| 2013    | 5                  | 8,553,439     | 1                                                        |
| 2014    | 0                  | 108,275       | 201                                                      |
| 2015    | 0                  | 448,598       | 162                                                      |
| 2016    | 0                  | 0             | -                                                        |
| 2017    | 0                  | 0             | -                                                        |
| 2018    | 1                  | 5,443,841     | 8                                                        |
| 2019    | 1 (1)              | 2,804,717     | 10                                                       |
| Carrera | 81 (15)            | 118,309,570   | 1                                                        |